# Elophila feili
Elophila feili is een vlinder uit de familie van de grasmotten (Crambidae), uit de onderfamilie van de Acentropinae. De wetenschappelijke naam van deze soort is voor het eerst gepubliceerd in 2002 door Wolfgang Speidel.
De soort komt voor in Portugal en Spanje.